# Sumirago
Sumirago (Sümiragh in dialetto varesotto, Sumiragh in ortografia classica, AFI: [symiˈrɑːk]) è un comune italiano di 5 998 abitanti della provincia di Varese in Lombardia.

## Origini del nome
Salmoirago o Salmorago, documentato in atti notarili già nel secolo XII. Salmoirago, oggi Sumirago, è stato ricondotto al personale gallico Solimariacum e interpretato come «Sameracus» toponimo derivato dal personale latino Samerius adattato in seguito in Salmerius oppure con il soprannome del capostipite che svolgeva il mestiere di salatore di carni o pesce. Il cognome Salmoiraghi deriva proprio da questo toponimo.

## Storia
Sumirago è un centro abitato di antica origine, da sempre appartenuto al territorio milanese, nel cui ambito era ricompreso nella pieve di Somma.
Nel 1786, in seguito alla nuova compartimentazione della Lombardia austriaca, entrò a far parte della provincia di Varese, ritornando però già nel 1791 nella provincia di Milano.
Durante l'età napoleonica (1809) il comune di Sumirago venne soppresso ed aggregato al vicino comune di Caidate, ma solo due anni dopo anche il comune di Caidate venne soppresso, e aggregato ad Albizzate. Tutti i centri recuperarono l'autonomia dopo l'istituzione del Regno Lombardo-Veneto, nel 1816, all'interno del quale Sumirago continuò ad appartenere alla provincia di Milano.
Nel 1859 Sumirago fu inserito nel circondario di Gallarate della provincia di Milano. Nel 1869 vennero aggregati a Sumirago i comuni limitrofi di Albusciago, Caidate, Menzago e Quinzano San Pietro.
Nel 1927 entrò a far parte della neocostituita provincia di Varese.
Dopo la seconda guerra mondiale, il comune fu amministrato da giunte democristiane e socialiste sino al 1986. Dal 1986 al 1990 fu retto da una giunta di sinistra (socialisti e comunisti) poi, dal 1995, iniziò il periodo leghista. Principale esponente di questo periodo fu Camillo Brioschi, eletto sindaco per tre mandati (non consecutivi, a norma di legge). Tra il secondo e il terzo mandato di Brioschi fu eletto sindaco Aurelio Buzzetti, ma, dopo due anni, venne sfiduciato dalla sua stessa maggioranza e il comune fu commissariato. Dal 2012 è amministrato da una lista civica con a capo Mauro Croci.
Vi ha sede l'azienda di moda Missoni.
Sumirago si trovò al centro dell'interesse mediatico nel 2013: prima a seguito della caduta dell'aereo sul quale viaggiava Vittorio Missoni, figlio dello stilista Ottavio, in Venezuela; poi per la sopraggiunta morte dello stesso maestro stilista.

### Simboli
Nello stemma comunale sono raffigurate cinque torri poste su colli separati, sormontate da un timone, a rappresentare il capoluogo e le frazioni sottoposti a un'unica amministrazione.

## Monumenti e luoghi d'interesse

### Architetture religiose
- Chiesa patronale di San Lorenzo (Sumirago)
- Chiesa di Santa Maria (Sumirago)
- Chiesa di San Siro (fraz. Albusciago)
- Chiesa di San Vincenzo (fraz. Menzago)
- Chiesa di Sant'Eurosia (fraz. Menzago)
- Chiesa di San Giovanni Evangelista (fraz. Caidate)
- Chiesa di San Genesio (fraz. Caidate)
- Chiesa di Santi Pietro e Paolo (fraz. Quinzano San Pietro)
- Chiesa di San Giuseppe (fraz. Quinzano San Pietro)
- Castello di Quinzano (fraz. Quinzano San Pietro)

### Architetture civili
- Castello di Caidate (fraz. Caidate)
- Villa Molino (Sumirago), sede comunale
- Villa Castiglioni (fraz. Albusciago)
- Villa Della Croce (fraz. Quinzano San Pietro)

## Società

### Evoluzione demografica
- 225 nel 1751
- 329 nel 1805
- 443 nel 1853
- 509 nel 1861

Abitanti censiti

I dati ISTAT si riferiscono al comune nella configurazione attuale, e non riflettono quindi la realtà del 1861.

## Geografia antropica
Secondo lo statuto comunale, il territorio comunale comprende, oltre il capoluogo, le frazioni di Albusciago (a est del capoluogo) , Caidate (a nord del capoluogo) Menzago (appena sotto il capoluogo) e Quinzano San Pietro (a sud del capoluogo, vicino a Besnate).
Secondo l'ISTAT, fanno parte del territorio comunale il centro abitato di Fornace, e i nuclei abitati di Laghetto e Palazzina.

## Trasporti
L'intero comune sumiraghese è servito da due linee di autobus, una proveniente da Gallarate e diretta a Varese (codice V163) e una proveniente da Somma Lombardo e diretta anch'essa a Varese (codice V131), queste gestite dall'azienda di trasporti pubblici FNMAutoservizi.
Il comune non è provvisto di una stazione ferroviaria, le più vicine si trovano a Besnate, Albizzate/Solbiate Arno e Castronno. 

## Amministrazione
| Inizio mandato | Fine mandato   | Primo cittadino    | Partito                             | Carica                  | Note                                    |
| -------------- | -------------- | ------------------ | ----------------------------------- | ----------------------- | --------------------------------------- |
| 4 luglio 1985  | 7 giugno 1990  | Lorena Bollasina   | Partito Socialista Italiano         | Sindaca                 |                                         |
| 7 giugno 1990  | 24 aprile 1995 | Roberto Tramontano | Partito Socialista Italiano         | Sindaco                 |                                         |
| 24 aprile 1995 | 14 giugno 1999 | Camillo Brioschi   | Lega Nord                           | Sindaco                 |                                         |
| 14 giugno 1999 | 14 giugno 2004 | Camillo Brioschi   | Lega Nord                           | Sindaco                 | 2º mandato                              |
| 14 giugno 2004 | 25 luglio 2006 | Aurelio Buzzetti   | Lega Nord                           | Sindaco                 | Amministrazione sciolta anticipatamente |
| 25 luglio 2006 | 28 maggio 2007 | Giuseppe Puzzo     | -                                   | Commissario prefettizio |                                         |
| 29 maggio 2007 | 7 maggio 2012  | Camillo Brioschi   | Lega Nord                           | Sindaco                 | 3º mandato                              |
| 7 maggio 2012  | 12 giugno 2017 | Mauro Croci        | Lista Civica Cittadini per Sumirago | Sindaco                 |                                         |
| 12 giugno 2017 | 12 giugno 2022 | Mauro Croci        | Lista Civica Cittadini per Sumirago | Sindaco                 | 2º mandato                              |
| 12 giugno 2022 | In carica      | Yvonne Beccegato   | Lista Civica Cittadini per Sumirago | Sindaca                 |                                         |

## Sport
Il centro sportivo Mauro Laino di via G. Carducci ospita squadre giovanili di calcio, pallavolo e pallacanestro.
La squadra di calcio locale è l'A.C. Sumirago Boys, fondata nel 2004.
La squadra locale di pallacanestro è la Blubasket Sumirago, avvicina al mondo del basket i ragazzi più piccoli e non solo, anche i  senior, questi ultimi impegnati nel campionato uisp
La squadra di pallavolo è l'A.S.D Volley Sumirago, fondata nel 2012. Nei primi anni '90 la Pallavolo Sumirago ha giocato nella serie A1 femminile.